# Arichanna plagifera
Arichanna plagifera är en fjärilsart som beskrevs av Walker 1866. Arichanna plagifera ingår i släktet Arichanna och familjen mätare. Inga underarter finns listade i Catalogue of Life.